# Macrocneme euphrasia
Macrocneme euphrasia là một loài bướm đêm thuộc phân họ Arctiinae, họ Erebidae.